# Orcas Village
Orcas Village az Amerikai Egyesült Államok északnyugati részén, Washington állam San Juan megyéjében, az Orcas-szigeten elhelyezkedő önkormányzat nélküli település, amely komppal vagy repülővel közelíthető meg.
Az 1904-ben épült Orcas Hotel 1982 óta szerepel a történelmi helyek jegyzékében.

## Fordítás
- Ez a szócikk részben vagy egészben  az   Orcas Village, Washington című angol Wikipédia-szócikk ezen változatának fordításán alapul.  Az eredeti cikk szerkesztőit annak laptörténete sorolja fel. Ez a jelzés csupán a megfogalmazás eredetét és a szerzői jogokat jelzi, nem szolgál a cikkben szereplő információk forrásmegjelöléseként.